# Fever (альбом Bullet for My Valentine)
Fever (рус. «Лихорадка») — третий студийный альбом валлийской металкор-группы Bullet for My Valentine. Альбом содержит одиннадцать композиций, без учёта бонус-треков. Диск вышел 21 апреля 2010 года в Японии, 23 апреля в Германии, 26 апреля в Великобритании, 27 апреля в США, 28 апреля в Европе.

## Запись
В начале 2009 года, примерно через год после того, как Bullet For My Valentine выпустили свой второй студийный альбом «Scream Aim Fire», группа начала писать новый материал. В марте 2009 года в интервью с Metal Hammer Мэттью Так заявил, что в предыдущих альбомах он писал тексты для песен, после группа писала партии инструментальных частей, но в Fever они всё делали одновременно. Bullet for My Valentine начали работу в студии в апреле 2009 года с продюсером Доном Гилмором (наиболее известный по своей работе с Linkin Park и Good Charlotte). Запись велась как в родном Монмоусшире (Уэльс), так и в Лос-Анджелесе, Калифорния, также BFMV отменили тур в Южной Африке для продолжения записи. Группа приняла решение отдохнуть от записи в середине 2009 года, чтобы выступить на различных турах, в том числе 2009 Mayhem Festival. Во время Mayhem Festival Bullet for My Valentine включили в свой сет-лист новую песню. По окончании тура группа вернулась в студию, чтобы закончить Fever. Запись была завершена в декабре 2009 года, и Гилмор начал сводить альбом в Малибу, Калифорния.

Мы хотели сделать что-то новое и захватывающее, но в то же время остаться самими собой. Взять Дона Гилмора к нам было очень сознательным решением. Мы не хотели, чтобы он изменил нас как музыкантов, а только помог с вокалом и улучшил выступления. Это странная штука — петь в студии, вы не получаете адреналин, нет энергии, шума, это лишь ты перед микрофоном, смотришь на парня, который смотрит на тебя. Выступать в студии было трудно, но Дон был удивителен. Мы переписывали тексты и партии раз пять в некоторых песнях, потому что они казались ему недостаточно сильными. Мы работали безумно много, чтобы получить разнообразные вокальные партии, но всё ещё оставаясь прежними. Вокал занял больше времени, чем всё остальное в альбоме вместе взятое. Это была трудная работа, но я лично думал, что это всё имеет большой смысл. Все жужжат об этом. Мы просто пытались вернуть эти энергию и волнение и вибрацию обратно в группу, потому что Scream Aim Fire просто разорвали наши сердца своим желанием быть в группе.

## Выпуск и промоушен
14 февраля 2010 года группа выпустила новый трек «Begging For Mercy», доступный для бесплатного скачивания с официального веб-сайта в течение ограниченного времени.
Первый сингл «Your Betrayal» был выпущен 9 марта 2010 года, с музыкальным видео вскоре после выпуска, но неожиданно 2 марта 2010 года была выпущена ещё одна цифровая версия песни «Begging For Mercy». Второй сингл, «The Last Fight», должен был быть выпущен 19 апреля 2010 года, однако эта песня уже была выложена на своей странице Myspace.
24 февраля 2010 года Bullet for My Valentine отправились в Лос-Анджелес, чтобы снять там пару клипов, один из которых был для их нового сингла «Your Betrayal» (это видео уже выпущено), а второй — для будущего сингла «The Last Fight» (видео было выпущено 12 марта 2010 года, хотя релиз песни был планирован на 19 апреля 2010 года).

## Список композиций
Все тексты написаны Мэтом Таком, вся музыка написана Bullet for My Valentine.
| №                   | Название                      | Длительность |
| ------------------- | ----------------------------- | ------------ |
| 1.                  | «Your Betrayal»               | 4:51         |
| 2.                  | «Fever»                       | 3:57         |
| 3.                  | «The Last Fight»              | 4:19         |
| 4.                  | «A Place Where You Belong»    | 5:06         |
| 5.                  | «Pleasure and Pain»           | 3:53         |
| 6.                  | «Alone»                       | 5:56         |
| 7.                  | «Breaking Out, Breaking Down» | 4:04         |
| 8.                  | «Bittersweet Memories»        | 5:09         |
| 9.                  | «Dignity»                     | 4:29         |
| 10.                 | «Begging for Mercy»           | 3:56         |
| 11.                 | «Pretty on the Outside»       | 3:56         |
| Общая длительность: | Общая длительность:           | 49:33        |

| №                   | Название                         | Длительность |
| ------------------- | -------------------------------- | ------------ |
| 12.                 | «The Last Fight» (piano version) | 4:38         |
| Общая длительность: | Общая длительность:              | 54:11        |

| №                   | Название                             | Длительность |
| ------------------- | ------------------------------------ | ------------ |
| 12.                 | «Fever» (Live at XFM)                | 3:57         |
| 13.                 | «The Last Fight» (Live at XFM)       | 4:18         |
| 14.                 | «Bittersweet Memories» (Live at XFM) | 5:07         |
| Общая длительность: | Общая длительность:                  | 67:33        |

| №                   | Название                                                        | Длительность |
| ------------------- | --------------------------------------------------------------- | ------------ |
| 12.                 | «The Last Fight» (acoustic version)                             | 4:38         |
| 13.                 | «Road to Nowhere» (из Scream Aim Fire (Deluxe Edition))         | 4:19         |
| 14.                 | «Watching Us Die Tonight» (из Scream Aim Fire (Deluxe Edition)) | 3:53         |
| 15.                 | «One Good Reason Why» (from Scream Aim Fire (Deluxe Edition))   | 4:02         |
| Общая длительность: | Общая длительность:                                             | 66:22        |

| №  | Название                             | Длительность |
| -- | ------------------------------------ | ------------ |
| 1. | «The Last Fight» (Клип)              |              |
| 2. | «The Last Fight» (Behind the scenes) |              |
| 3. | «Вопросы и ответы»                   |              |
| 4. | «Bullet TV»                          |              |

| №   | Название                                                                  | Длительность |
| --- | ------------------------------------------------------------------------- | ------------ |
| 1.  | «4 Words (To Choke Upon)» (из Hand of Blood EP)                           | 3:44         |
| 2.  | «Hand of Blood» (из Hand of Blood EP)                                     | 3:36         |
| 3.  | «Cries in Vain» (из Hand of Blood EP)                                     | 3:59         |
| 4.  | «Curses» (из Hand of Blood EP)                                            | 3:59         |
| 5.  | «No Control» (из Hand of Blood EP)                                        | 3:34         |
| 6.  | «Just Another Star» (из Hand of Blood EP)                                 | 2:54         |
| 7.  | «Tears Don't Fall» (acoustic) (из The Poison)                             | 4:38         |
| 8.  | «The Last Fight (Acoustic)» (The Last Fight (piano version))              | 4:39         |
| 9.  | «Hearts Burst into Fire (Acoustic)» (из "Hearts Burst into Fire" (сингл)) | 3:57         |
| 10. | «Forever and Always (Acoustic)» (из "Scream Aim Fire" (сингл))            | 4:18         |
| 11. | «Say Goodnight (Acoustic)» (из Waking the Demon (сингл))                  | 3:14         |

| №  | Название                                                | Длительность |
| -- | ------------------------------------------------------- | ------------ |
| 1. | «Your Betrayal» (Live at Graspop Metal Meeting 2010)    |              |
| 2. | «Fever» (Live at Graspop Metal Meeting 2010)            |              |
| 3. | «Waking the Demon» (Live at Graspop Metal Meeting 2010) |              |
| 4. | «The Last Fight» (Клип)                                 |              |
| 5. | «Your Betrayal» (Клип)                                  |              |
| 6. | «Fever» (Комментарии к трекам)                          |              |

## Чарты
| Chart (2010)            | Высшая позиция |
| ----------------------- | -------------- |
| Australian Albums Chart | 5              |
| Austrian Albums Chart   | 2              |
| Canadian Albums Chart   | 4              |
| German Albums Chart     | 3              |
| Japanese Albums Chart   | 1              |
| Spanish Albums Chart    | 80             |
| Swiss Albums Chart      | 7              |
| UK Albums Chart         | 5              |
| США Billboard 200       | 3              |

## Участники записи
- Мэттью Так (Matthew Tuck) — вокал, гитара
- Майкл Пэджет (Michael Paget) — гитара, бэк-вокал
- Джейсон Джеймс (Jason James) — бас-гитара, вокал
- Майкл Томас (Michael Thomas) — ударные, перкуссия
- Дон Гилмор — продюсер